# Anemonenwächter
Der Anemonenwächter (Oxylebius pictus) ist ein kleiner Meeresfisch, der an der Pazifikküste Nordamerikas von der Kodiak-Insel südlich bis zum mittleren Niederkalifornien vorkommt. 

## Merkmale

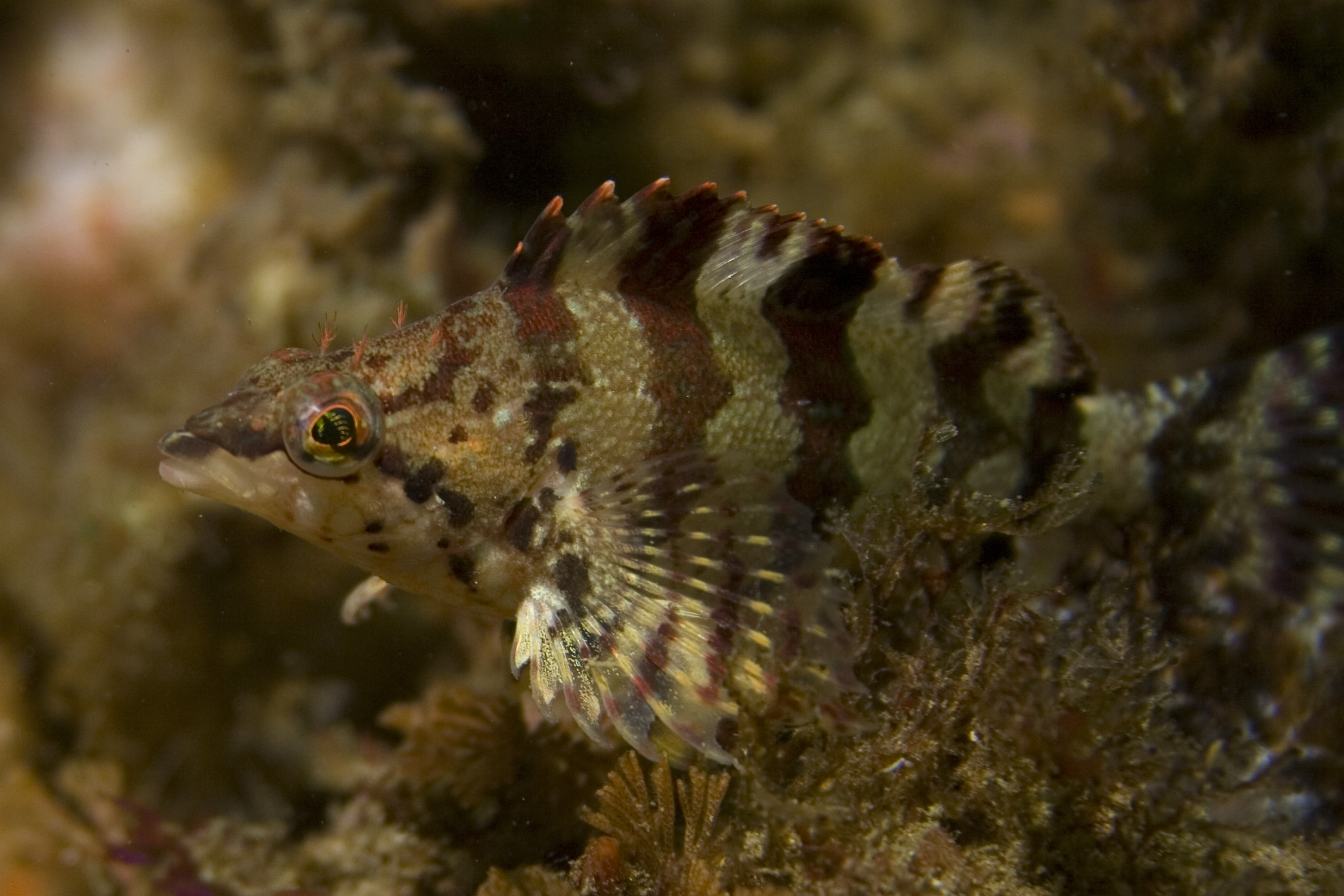
Ein braungraues Exemplar

Der Anemonenwächter hat einen seitlich abgeflachten Körper von grauer, brauner oder rötlicher Farbe, manchmal mit kleinen weißen Flecken. Die Kehlregion weist üblicherweise dunkle Flecken auf. Vom Auge gehen drei dunkle Striche aus, eines nach vorne, die beiden anderen nach hinten. Auf den Seiten zeigen sich fünf bis sieben senkrechte dunklere Bänder, die sich bis auf die unpaaren Flossen fortsetzen. Die großen Brust-, die Bauch- und die Schwanzflosse weisen dunkle Flecken auf. Der Anemonenwächter wird maximal 25 Zentimeter lang, bleibt normalerweise aber bei einer Länge von 15 Zentimeter. Die Anzahl der Wirbel liegt bei 36 bis 39.
Flossenformel: Dorsale XVI/14–16, Anale III–IV/12–13.
Die weichstrahlige Teil der Rückenflosse ist höher als der von Stacheln gestützte. Zwischen dem hart- und dem weichstrahlige Teil ist die Afterflosse eingeschnitten. Die Schwanzflosse ist abgerundet. Die Bauchflossen reichen nicht bis zum Anus. Der Kopf ist beschuppt, das Maul zugespitzt. Ein fleischiger Auswuchs befindet sich über jedem Auge, ein Paar auf dem Hinterkopf auf halber Strecke zwischen Augen und Rückenflossenansatz. Der Anemonenwächter hat eine einzelne Seitenlinie, die verwandten Hexagrammidae bis auf der Lengdorsch (Ophiodon elongatus) besitzen fünf Seitenlinien.

## Lebensweise

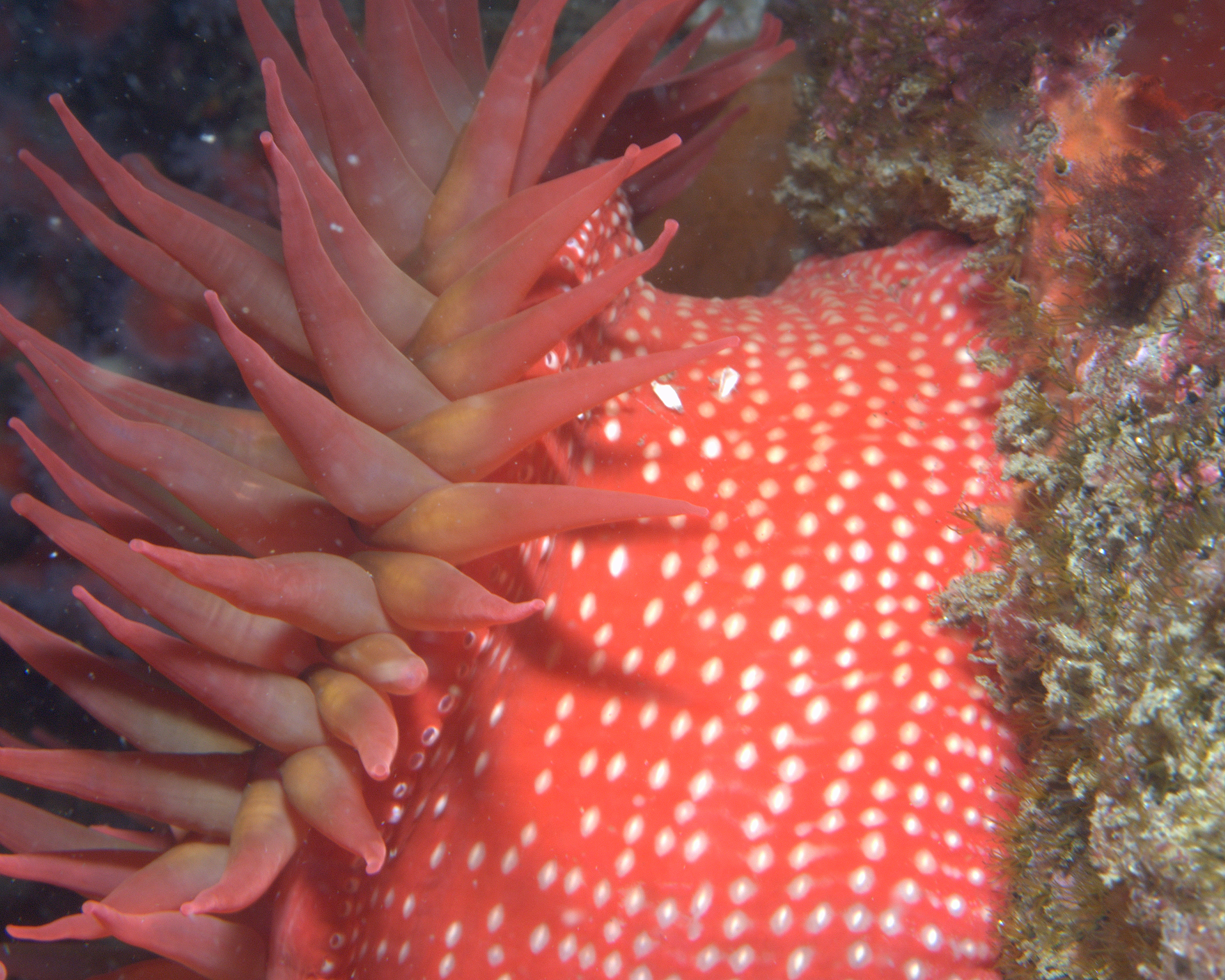
Urticina lofotensis

Der Anemonenwächter lebt in felsigen Habitaten von der Gezeitenzone bis in Tiefen von 50 Metern. Er ernährt sich vor allem von kleinen Krebstieren, Vielborstern, kleinen Weichtieren und Moostierchen. Von Tauchern wird der Fisch als träge und meist bewegungslos ruhend beschrieben. Der Anemonenwächter schläft auf der Mundscheibe von Seeanemonen, meist von Urticina lofotensis und zu 2 % von Urticina piscivora, ohne von diesen verletzt oder gefangen zu werden. Beide Arten bieten Oxylebius pictus einen wirksamen Schutz vor Fressfeinden. Da beide Seeanemonen auch mit Ruderfußkrebsen (Copepoda) assoziiert sind, dienen sie auch als Nahrungsgründe für den Fisch. Die Seeanemone hat keinen erkennbaren Nutzen von dieser Verbindung, so dass diese Beziehung als kommensal bezeichnet werden muss.